# Pic d'Anie
De Pic d'Anie (Baskisch: Ahuñamendi) is een 2504 meter hoge berg in de Franse gemeente Lées-Athas in de westelijke Pyreneeën (streek Béarn). De berg heeft de vorm van een piramide en vormt de hoogste top rond de cirque de Lescun.

## Ligging
De bergtop ligt ten zuidoosten van de col de la Pierre Saint-Martin en ten westen van de cirque de Lescun. In de buurt van de Pic d'Anie bevindt zich het spectaculaire karstlandschap van Larra. Dit bestaat uit een immense lapiaz (bestaande uit kalksteen) uit het Krijt, vol met gaten en spleten, zonder enige spoor van oppervlaktewater. Dit plateau, dat zich voornamelijk ten noordwesten van de Pic d'Anie bevindt, draagt de naam "les Arres d'Anie".